# Pèlerinage à la source Saint-Isidore
Pèlerinage à la source Saint Isidore (en espagnol : Peregrinación a la fuente de San Isidro) est l'une des peintures noires qui faisaient partie de la décoration de la Quinta del Sordo, demeure que Francisco de Goya avait acquise en 1819. Cette toile avait probablement occupé le mur de droite à l'étage, avec vision fantastique ou Asmodea, dont il était séparé par la fenêtre centrale.

## Contexte
La peinture, avec le reste des peintures noires, a été transféré du plâtre à la toile, en 1874, par Salvador Martínez Cubells, sur commande du baron Émile d’Erlanger, un banquier français, d'origine allemande, qui avait l'intention de les vendre à l'Exposition universelle de Paris en 1878. Cependant, les tableaux n'ont pas attiré d'acheteurs et il fit don en 1881 au Musée du Prado, où il est exposé. 

## Description et analyse
On ne sait pas exactement ce qui est représenté dans cette peinture. Le catalogage de Antonio de Brugada 1828 l'intitule Le Saint-Office sur la base d'un personnage dans le coin inférieur droit, portant l'habit de Inquisition, mais il semble que ce soit le seul personnage de l'institution. Une série de personnages grotesques qui pourraient être des religieuses et des sorcières, vont en procession à un endroit indéterminé. 
La composition reflète un déséquilibre significatif : tous les personnages sont entassés dans le coin inférieur droit, dans un triangle qui borde le coin inférieur droit. Le paysage est irréel avec des personnages de plus en plus nombreux dans le fond, à l'opposé des convenances de l'époque. 
Comme pour le reste des peintures noires, la gamme de couleurs est réduite à l'ocre, la terre, le gris et le noir. L'ensemble de la série est considérée comme précurseur de l'expressionnisme du XXe siècle.